# Richard Chenevix
Richard Chenevix FRS (ca. 1774 — Paris, 5 de abril de 1830) foi um químico irlandês.
Chenevix foi um químico que exerceu um papel fundamental na descoberta da natureza elementar do metal paládio. Descrente deste sólido ser um elemento, publicou em 1803 sua opinião de que o mesmo seria uma combinação de mercúrio e platina. Isto contribuiu indiretamente como estímulo a que outros investigadores examinassem o novo metal, que é efetivamente um elemento.
Chenevix foi eleito membro da Royal Society em 1801, laureado com a Medalha Copley de 1803. Casou com a condessa de Rouault em 4 de junho de 1812 na Igreja Marylebone.
Richard Chenevix faleceu em Paris em 5 de abril de 1830, e foi sepultado no Cemitério do Père-Lachaise.
O mineral Chenevixite foi nomeado em sua homenagem por seu trabalho de análise de arseniato de cobre.